# Antenna a tromba

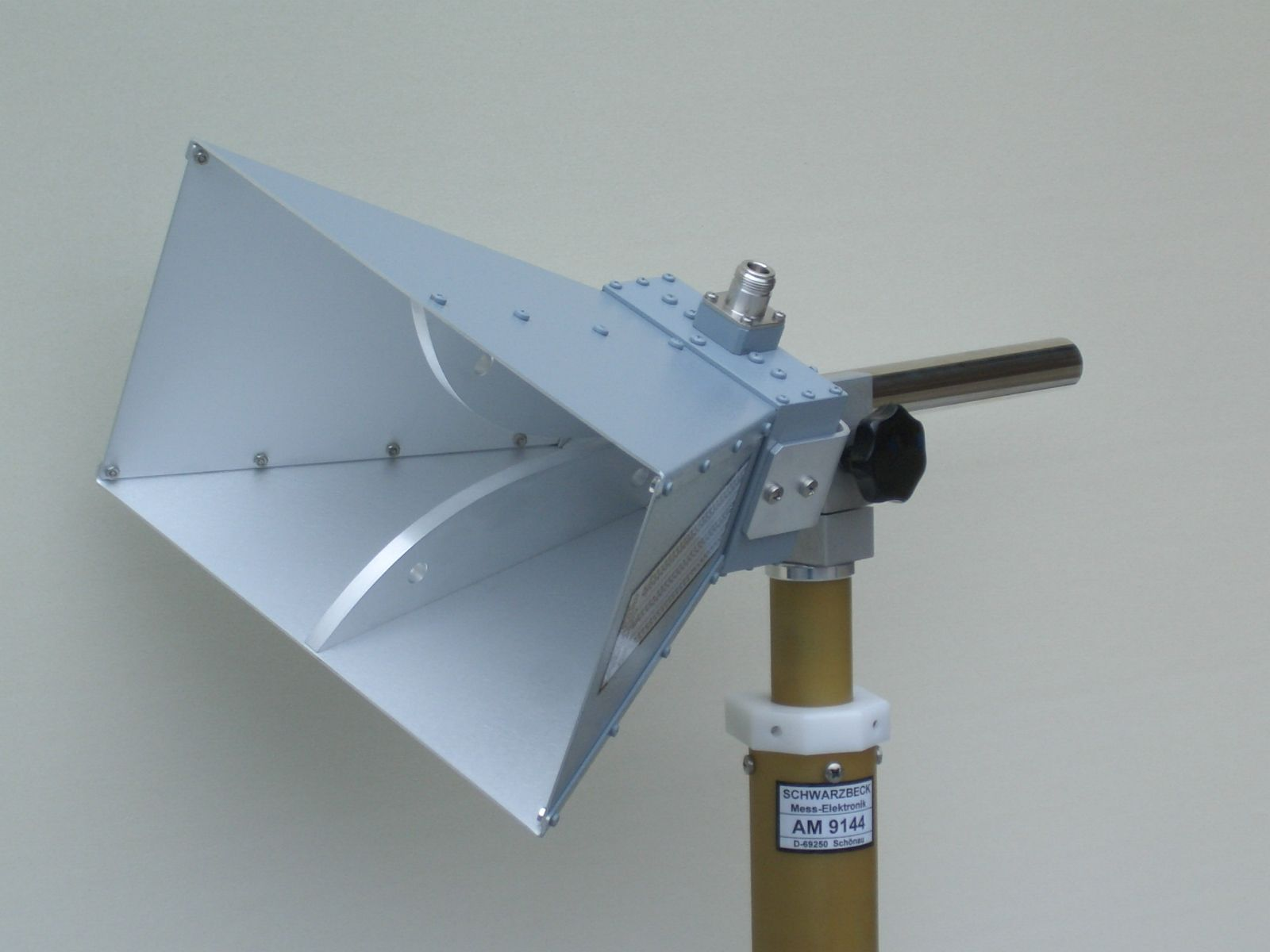
un esempio di antenna Horn

L'antenna a tromba, o trombino, è una tipologia di antenna "ad apertura", con una forma che richiama quella di una tromba; è anche chiamata bocca radiante. Nell'ambiente delle telecomunicazioni è nota anche con il suo nome inglese: antenna Horn.
Questo tipo di antenna non è altro che una terminazione aperta di una guida d'onda, simile a un megafono aperto nella direzione di propagazione, da cui esce il campo elettromagnetico, con le sue diverse componenti, modi trasverso-elettrici (TE) o trasverso-magnetici (TM), a seconda della forma della terminazione. La geometria della sezione della bocca può essere circolare (trombe coniche) o quadrata (trombe piramidali).
Antenne di questo tipo vengono solitamente utilizzate con onde elettromagnetiche nello spettro delle microonde (lunghezze d'onda nell'ordine dei centimetri). Sono anche usate come riferimento o come illuminatori (feeders) per le antenne a riflettore (parabole).
Una delle prime antenne a tromba fu progettata nel 1897 dal ricercatore radiofonico del Bengala Jagadish Chandra Bose nei suoi esperimenti pionieristici sulle microonde. L'antenna a cono moderna è stata inventata indipendentemente nel 1938 da Wilmer Barrow e G. К. Southworth. Lo sviluppo del radar durante la seconda guerra mondiale ha stimolato la ricerca sulle trombe per lo sviluppo di antenne radar. La tromba ondulata, inventata da Kay nel 1962, è stata ampiamente utilizzata come tromba di alimentazione per antenne a microonde come parabole satellitari e radiotelescopi.

## Descrizione
Un'antenna a cono viene utilizzata per trasmettere le onde radio da una guida d'onda (un tubo metallico utilizzato per trasmettere le onde radio) nello spazio o per raccogliere le onde radio in una guida d'onda per la ricezione. Di solito consiste in un breve tubo metallico rettangolare o cilindrico (guida d'onda), chiuso a un'estremità e che si trasforma in un corno di forma conica o piramidale con un'estremità aperta all'altro capo. Le onde radio vengono tipicamente introdotte nella guida d'onda utilizzando un cavo coassiale collegato lateralmente, con il conduttore centrale che sporge nella guida d'onda per formare un'antenna monopolare a quarto d'onda. Le onde vengono quindi irradiate dall'estremità del corno con un fascio stretto. In alcune apparecchiature, le onde radio vengono trasmesse tra un trasmettitore o un ricevitore e un'antenna lungo una guida d'onda; in questo caso, un corno è collegato all'estremità della guida d'onda. Nelle trombe per esterni, come quelle per l'alimentazione delle antenne satellitari, l'apertura della tromba è spesso coperta da un foglio di plastica trasparente alle onde radio per evitare l'umidità.
Un'antenna a tromba svolge per le onde elettromagnetiche la stessa funzione che un corno acustico svolge per le onde sonore in uno strumento musicale come la tromba. Fornisce una struttura di transizione graduale per far corrispondere l'impedenza del tubo all'impedenza dello spazio libero, consentendo alle onde del tubo di irradiare efficacemente nello spazio.